# Crisia kerguelensis
Crisia kerguelensis är en mossdjursart som beskrevs av Busk 1876. Crisia kerguelensis ingår i släktet Crisia och familjen Crisiidae. Inga underarter finns listade i Catalogue of Life.